# Topologischer Nullteiler
Ein topologischer Nullteiler ist ein Begriff aus der mathematischen Theorie der Banachalgebren. Unter Ausnutzung der Topologie wird der algebraische Begriff des Nullteilers verallgemeinert.

## Definition
Sei {\displaystyle A} eine Banachalgebra über dem Körper der komplexen Zahlen. Ein von 0 verschiedenes Element {\displaystyle x\in A} heißt linker topologischer Nullteiler, falls es eine Folge {\displaystyle (x_{n})_{n}} in {\displaystyle A} gibt mit:
1. {\displaystyle \|x_{n}\|=1} für alle {\displaystyle n},
2. {\displaystyle x\cdot x_{n}{\xrightarrow {n\to \infty }}0}.

Ein rechter topologischer Nullteiler wird analog definiert, wobei im letzten Punkt natürlich {\displaystyle x_{n}\cdot x{\xrightarrow {n\to \infty }}0} zu schreiben ist.
Ein beidseitiger oder zweiseitiger topologischer Nullteiler ist ein linker und gleichzeitig rechter topologischer Nullteiler.
In kommutativen Banachalgebren fallen diese drei Begriffe zusammen und man spricht einfach von topologischen Nullteilern. Manche Autoren lassen auch 0 als topologischen Nullteiler zu; hier liegt also die gleiche uneinheitliche Situation wie bei den algebraischen Nullteilern vor.

## Beispiele
- Linke (rechte, zweiseitige) Nullteiler sind linke (rechte, zweiseitige) topologische Nullteiler; man kann in diesem Fall eine konstante Folge {\displaystyle (x_{n})_{n}} wählen.

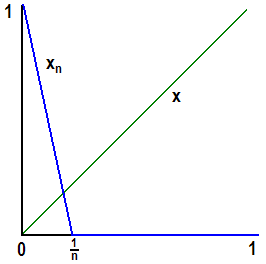
Skizze zu den verwendeten Funktionen

- In der Funktionenalgebra {\displaystyle C([0,1])} der stetigen Funktionen auf dem Einheitsintervall [0,1] mit der Supremumsnorm ist {\displaystyle x=\mathrm {id} _{[0,1]}} ein topologischer Nullteiler, der kein Nullteiler ist. {\displaystyle x} ist kein Nullteiler, denn ist {\displaystyle xy=0}, so muss {\displaystyle y(t)=0} zunächst für {\displaystyle 0<t\leq 1} gelten, da {\displaystyle x} auf {\displaystyle ]0,1]} nicht 0 ist. Die Stetigkeit von {\displaystyle y} liefert dann für alle {\displaystyle t\in [0,1]} die Eigenschaft {\displaystyle y(t)=0} und damit muss {\displaystyle y=0} (also die Nullfunktion auf {\displaystyle C([0,1])}) sein und {\displaystyle x} ist kein Nullteiler.

Um zu sehen, dass {\displaystyle x} ein topologischer Nullteiler ist, betrachte die Funktionen
{\displaystyle x_{n}(t)={\begin{cases}1-nt&{\mbox{wenn }}0\leq t\leq {\frac {1}{n}}\\0,&{\mbox{sonst}}\end{cases}}}
Dann ist {\displaystyle \|x_{n}\|=1}, {\displaystyle \|x\cdot x_{n}\|={\frac {1}{4n}}\rightarrow 0} und damit {\displaystyle x} als topologischer Nullteiler nachgewiesen.
- Ist {\displaystyle A} eine Banachalgebra mit Einselement 1, {\displaystyle x\in A} kein Vielfaches des Einselements und {\displaystyle \lambda } aus dem topologischen Rand des Spektrums von {\displaystyle x}, so ist {\displaystyle x-\lambda \cdot 1} ein topologischer Nullteiler. Daraus ergibt sich mit dem Satz von Gelfand-Mazur folgende auf W. Żelasko zurückgehende Aussage: Entweder ist {\displaystyle A} isomorph zu {\displaystyle \mathbb {C} } oder {\displaystyle A} hat topologische Nullteiler.[3]

## Permanent singuläre Elemente
Ein Element einer Banachalgebra {\displaystyle A} heißt bekanntlich singulär, wenn es nicht invertierbar ist. Ein Element heißt permanent singulär, falls es keine Banachalgebra {\displaystyle {\tilde {A}}} gibt mit {\displaystyle A\subset {\tilde {A}}} (bzw. {\displaystyle A} ist isometrisch in {\displaystyle {\tilde {A}}} eingebettet), so dass es in {\displaystyle {\tilde {A}}} invertierbar ist. Es gilt folgender von R. Arens bewiesener Satz:
- Ein Element einer kommutativen {\displaystyle \mathbb {C} }-Banachalgebra ist genau dann permanent singulär, wenn es ein topologischer Nullteiler ist.

## Nullteiler
Man kann jeden topologischen Nullteiler einer Banachalgebra als echten (algebraischen) Nullteiler einer umfassenden Banachalgebra realisieren. Genauer gilt:
- Zu jeder Banachalgebra {\displaystyle A} gibt es eine Banachalgebra {\displaystyle {\tilde {A}}}, so dass folgendes gilt:

1. {\displaystyle A} ist isometrisch isomorph zu einer Unterbanachalgebra von {\displaystyle {\tilde {A}}}.
2. Jeder linke (rechte, zweiseitige) topologische Nullteiler von {\displaystyle A} ist ein linker (rechter, zweiseitiger) Nullteiler in {\displaystyle {\tilde {A}}}.

Zur Konstruktion von {\displaystyle {\tilde {A}}} sei {\displaystyle {\overline {A}}} die Algebra aller beschränkten Folgen in {\displaystyle A}. Für {\displaystyle (x_{n})_{n}\in {\overline {A}}} sei {\displaystyle |(x_{n})_{n}|:=\limsup _{n\to \infty }\|x_{n}\|}. Dann ist {\displaystyle N:=\{(x_{n})_{n}\in {\overline {A}};\,|(x_{n})_{n}|=0\}} ein Ideal in {\displaystyle {\overline {A}}} und der Quotient {\displaystyle {\tilde {A}}={\overline {A}}/N} ist mit der durch {\displaystyle |\cdot |} induzierten Quotientennorm eine Banachalgebra. Mittels konstanter Folgen kann man {\displaystyle A} isometrisch isomorph in {\displaystyle {\tilde {A}}} einbetten. Ist nun {\displaystyle x\in A} ein linker topologischer Nullteiler, so gibt es definitionsgemäß eine Folge {\displaystyle (x_{n})_{n}} in {\displaystyle A} mit {\displaystyle \limsup _{n\to \infty }\|x\cdot x_{n}\|=0}. Daher ist {\displaystyle x}, aufgefasst als Element in {\displaystyle {\tilde {A}}}, ein linker Nullteiler.